# Silicon Labs

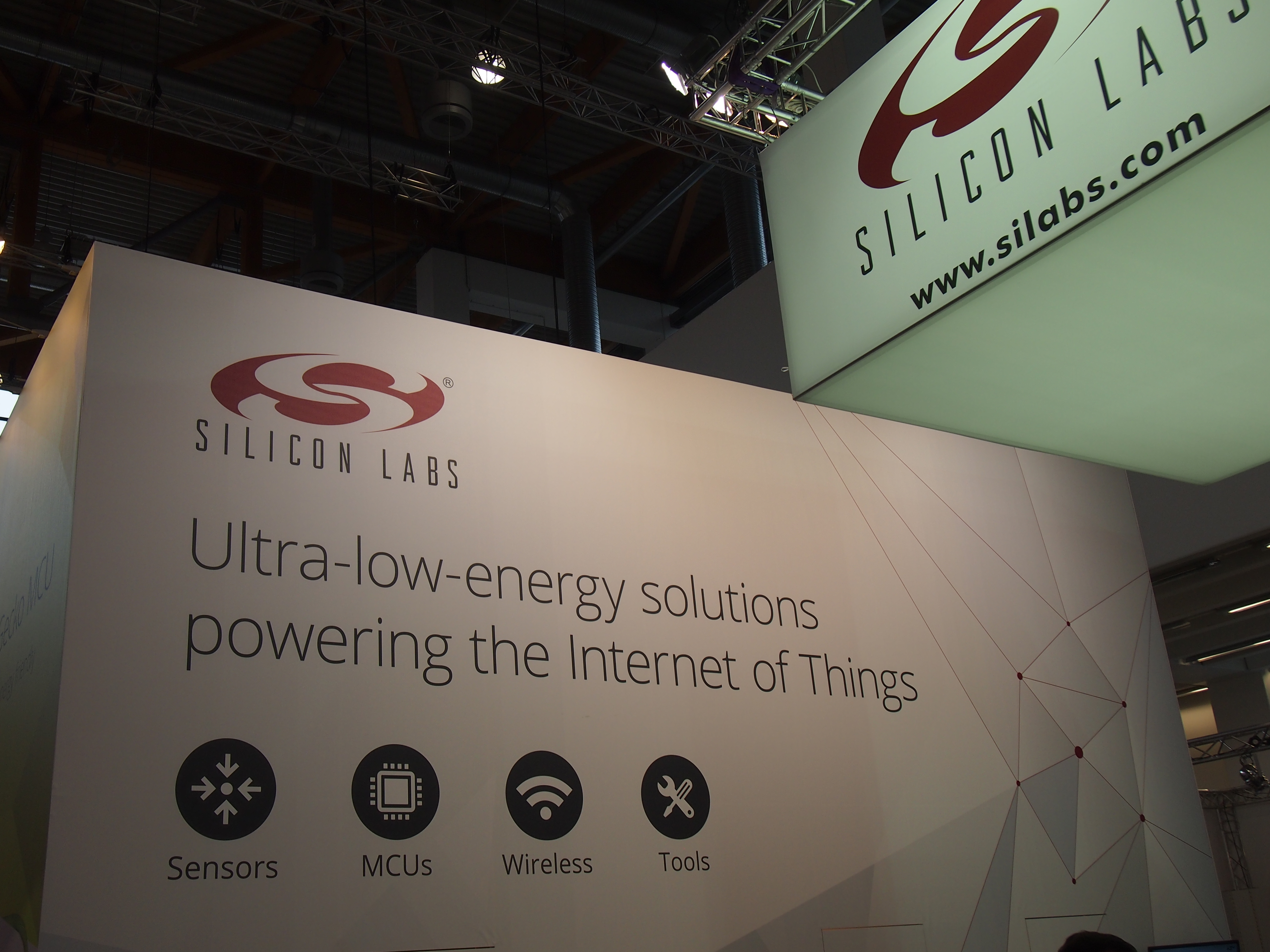
Silicon Labs на Embedded World fair 2014 в Нюрнберге

Silicon Labs (Silicon Laboratories Inc., SiLabs) — американская бесфабричная (то есть не имеет собственных производственных мощностей) компания — производитель полупроводниковых компонентов. Центральный офис компании расположен в городе Остине, штат Техас, компания также имеет региональные представительства в Америке, Европе и Азии. Заказы компании исполняются средствами крупнейших производителей интегральных микросхем: TSMC, SMIC, ASE Group, SPIL.
Компания основана в 1996 году выходцами из компании Cirrus Logic и с тех пор последовательно расширяется за счет поглощения сторонних компаний и развития собственных технологий. 

## Приобретения
- поглощение компании Cygnal Integrated Products, производителя высокоинтегрированных 8-разрядных микроконтроллеров с сильной аналоговой периферией (декабрь 2003 г.);
- поглощение компании Integration Associates, производителя ИС для источников питания, беспроводных коммуникаций и оптоэлектроники[4](2008 г.);
- поглощение компании ChipSensors, производителя датчиков влажности, температуры и состава газа, в том числе с беспроводным интерфейсом[5](октябрь 2010 г.);
- поглощение компании Silicon Clocks, производителя МЭМС-генераторов[6] (апрель 2010 г.);
- поглощение компании SpectraLinear, производителя решений для тактирования[7] (январь 2011 г.);
- поглощение компании Ember, крупнейшего производителя компонентов для сетей класса ZigBee[8] (2012 г.);
- поглощение компании Energy Micro, специализирующейся на производстве малопотребляющих ARM-микроконтроллеров[9] (июнь 2013 г.);
- поглощение компании Touchstone Semiconductor, производителя малопотребляющих аналоговых компонентов[10] (март 2014 г.);
- поглощение компании Bluegiga, производителя решений для беспроводного доступа на базе технологий Bluetooth и Wi-Fi[11] (февраль 2015 г.).

## Продукция

### Микроконтроллеры

#### 8-разрядные микроконтроллеры
Микроконтроллеры C8051Fxxx с ядром C51 завоевали популярность на рынке благодаря высокой для 8-разрядных кристаллов производительности и качественной интеграции аналоговых и цифровых компонентов. Кристаллы C8051Fxxx выпускаются с 1996 года, до 2003 года они были известны под маркой Cygnal, а после поглощения Cygnal компанией Silicon Labs C8051Fxxx стали одним из главных направлений развития компании. Несмотря на распространение 32-разрядных микроконтроллеров, кристаллы C8051Fxxx продолжают выпускаться. 
Доступны универсальные контроллеры C8051Fxx, серии для промышленных применений, для управления сенсорными интерфейсами и ЖКИ-индикаторами, кристаллы с пониженным потреблением, в миниатюрных корпусах и т. д.

#### 32-разрядные микроконтроллеры
С приобретением норвежского производителя малопотребляющих микроконтроллеров Energy Micro в 2013 году, портфолио 32-разрядных микроконтроллеров Silicon Labs существенно расширилось. ARM-контроллеры EFM32 Gecko ориентированы на приложения с батарейным питанием, в линейке более двухсот кристаллов на базе ядер Cortex-M0/M3/M4 в различных корпусах, с различными наборами периферии и объёмом памяти. Все микроконтроллеры EFM32xxx поддерживают комплекс технологий для снижения энергопотребления, в том числе DMA, Peripheral Reflex System, режимы сна, автономные и малопотребляющие периферийные модули и т. д. Среди основных конкурентов EFM32 Gecko - 16-разрядные MSP430, STM32. 
Silicon Labs также продолжает выпускать микроконтроллеры Precision32, построенные на базе ядра Cortex-M3.

### Интерфейсные микросхемы
К интерфейсным микросхемам Silicon Labs относятся популярные UART-мосты CP21xx, представляющие собой преобразователи популярных интерфейсов: USB 2.0 <-> UART/I2C/I2S/SPI или SPI <-> I2C. Также выпускаются серии LCD и Ethernet-контроллеров (CP240x и CP220x соответственно).

### Датчики и сенсорные интерфейсы
Компанией выпускаются микросхемы для реализации активных инфракрасных детекторов движения и приближения Si1102 и Si1120, а также линейка однокристальных датчиков температуры и влажности Si7013, Si7020/21.

### Решения для беспроводных коммуникаций
Для субгигагерцового диапазона Silicon Labs выпускает однокристальные приёмники, передатчики и приемопередатчики. Первым было выпущено на рынок семейство микросхем EZRadio (серии микросхем Si40xx, Si43xx, Si44xx), позже начали выпускаться системы на кристалле с расширенным набором функций — EZRadioPRO. На базе приемопередатчиков EZRadioPRO и 8-разрядного микроконтроллерного ядра C51 построены микросхемы серии Si10xx.
Для проектирования беспроводных mesh-сетей стандарта ZigBee выпускаются модули серий EM250, EM351/EM357 и EM358х. Серия EM358х — последнее и наиболее совершенное поколение Zigbee-модулей. Каждый кристалл EM358х содержит ВЧ-трансивер, модем стандарта 802.15.4, ядро ARM Cortex-M3, встроенный узел USB, память RAM и Flash большого объёма и позволяет разрабатывать приложения, включающие функции обновления ПО по радиоканалу и работу в сетях IPv6, использование операционных систем реального времени и т. д.

### Решения для управления питанием и гальванической развязки
Микросхемы для организации гальванической развязки, а именно цифровые изоляторы и решения на их базе, строятся на запатентованной Silicon Labs технологии изоляции и включают несколько семейств микросхем:
- Собственно цифровые изоляторы Si84xx и Si86xx, включающие микросхемы в различных, различающиеся по напряжению изоляции, максимальной скорости передачи, количеству и типу каналов передачи и другим характеристикам.

Отдельно выделяются микросхемы серии Si860x, имеющие двунаправленные каналы передачи и созданные специально для развязки интерфейсов I²C/SMBus;
- Цифровые изоляторы Si87xx — микросхемы для прямой замены оптронов[13];
- Микросхемы для организации питания по линии Ethernet (Power over Ethernet, PoE)[14];
- Микросхемы драйверов с гальванической развязкой[15];
- Микросхемы для построения измерителей постоянного и переменного тока[16];
- Микросхемы аудиоусилителей класса D.

### Микросхемы для телерадиовещания
Для приложений, связанных с телерадиовещанием, выпускаются однокристальные FM/AM/LW/SW-приемопередатчики, ТВ-демодуляторы и микросхемы для спутниковых приёмников.

### Тактовые генераторы
Для генерации, модуляции или восстановления тактовых сигналов выпускаются:
- кремниевые и кварцевые генераторы на одну или несколько частот,
- генераторы, управляемые напряжением, и программруемые через интерфейс I²C генераторы,
- МЭМС-генераторы,
- тактовые генераторы, буферы и подавители джиттера, в том числе высокоточные интегрированные решения для высокоскоростных сетей передачи данных.

### Решения для проводных телекоммуникаций
Для проектов, связанных с проводными коммуникациями, предлагаются специализированные микросхемы прямого доступа к линии (DAAs), микросхемы интерфейса абонентской телефонной линии (ProSLIC), встраиваемые модемы ISOmodem и голосовые кодеки.

### Аналоговые компоненты
Линейка аналоговых компонентов Silicon Labs — это в первую очередь микросхемы производства компании Touchstone Semiconductor, с 2014 года вошедшей в состав Silicon Labs: малопотребляющие операционные усилители, АЦП, компараторы, источники опорного напряжения, контроллеры повышающих DC/DC-преобразователей, токоизмерительные усилители, усилители напряжения с токового шунта, генераторы ШИМ-сигналов.